# Liste de clubs de football jouant dans un championnat étranger
Malgré une règle de la FIFA qui contraint les clubs à évoluer dans des compétitions organisées par la fédération dont dépendent les clubs, il existe plusieurs cas de clubs évoluant dans des championnats étrangers.

## Angleterre
Quatre clubs gallois jouent en championnat professionnel anglais : Cardiff City FC, Swansea City FC, Newport County FC et Wrexham AFC.
Deux  autres clubs gallois, Merthyr Tydfil FC et Colwyn Bay, jouent dans le championnat amateur anglais.

## Australie
Deux clubs néo-zélandais ont joué ou jouent en championnat professionnel australien : New Zealand Knights FC puis Wellington Phoenix FC.

## Grèce
De 1967 à 1974, le club champion de Chypre était promu en Alpha Ethniki, la première division de Grèce. S'il était relégué, le club champion de Chypre de la saison écoulée prenait sa place. Ce système s'est arrêté en 1974 à la suite des événements politiques survenus à Chypre. Plusieurs clubs chypriotes ont ainsi participé au championnat grec : l'Olympiakos Nicosie, l'AEL Limassol, l'Omonia Nicosie ou l'APOEL Nicosie.

## Écosse
Un club anglais joue en championnat professionnel écossais : Berwick Rangers FC.

## Espagne
Le Andorra FC joue dans le championnat espagnol.

## États-Unis
Plusieurs clubs canadiens participent à des championnats américains : le Toronto FC depuis 2007, les Whitecaps de Vancouver depuis 2011 et l'Impact de Montréal depuis 2012 en MLS ; le Fury d'Ottawa en NASL, les Lynx de Toronto, Thunder Bay Chill, Forest City London, Abbotsford Mariners et Vancouver Whitecaps Residency en Premier Development League.
Outre le soccer, il est très courant que les canadiens et américains concourent dans un championnat unique dans de nombreux sports : basket-ball (NBA), hockey sur glace (LNH) ou encore baseball (Série mondiale). L'explication n'est donc pas uniquement géographique mais également culturelle.
Un club des Bermudes évolue en Premier Development League : Bermuda Hogges.
Un club de Porto Rico : le Puerto Rico Football Club évolue en NASL (la deuxième division nord-américaine). Les Islanders de Porto Rico l'ont précédé.

## France
Le club monégasque de l'AS Monaco évolue en championnat de France professionnel. Le club est 8 fois champion de France, 5 fois vainqueur de la coupe, 2 fois finaliste et 5 fois demi-finaliste d'une des coupes européennes.
Le club amateur espagnol US Bossòst participe aux championnats organisés par les districts français pyrénéens, en Ligue de football d'Occitanie
Le 1. FC Sarrebruck, interdit par la France de jouer en championnat allemand, et dominant le championnat régional de Sarre, est invité à participer aux 38 journées de Championnat de France de football D2 1948-1949 mais ses résultats ne sont pas officialisés. L'année suivante l'invitation n'est pas renouvelée et encore un an plus tard, les clubs sarrois sont autorisés à jouer en Allemagne.
Les clubs des départements et régions d'outre-mer (y compris ceux des colonies jusqu'aux indépendances de 1962) ne disputent pas le championnat national français mais des championnats régionaux, toutefois ils participent aux coupes de France.
En 1917 des clubs de soldats britanniques mobilisés sur le sol français participent à la coupe de France, mais pas aux championnats.
Le club amateur du Standard AC participe au critérium entreprise de la Ligue de Paris Île-de-France. Il n'est pas un club étranger en soi, car fondé en France et basé à Meudon. Cependant, il peut être considéré comme un club britannique, fonctionnant en langue anglaise uniquement, sur le modèle non pas d'un club amateur français, mais d'un Gentlemen's club anglais. Il se rapproche du profil des clubs de militaires étrangers sur le sol français.[réf. nécessaire]

## Hongrie
De 1940 à 1944, la Hongrie annexe la partie septentrionale de la Transylvanie, alors partie prenante de la Grande Roumanie. Ainsi, le Clubul Atletic Oradea intègre le championnat de Hongrie sous le nom de Nagyváradi Atletic Club et en remporte l'édition 1943-1944. Après la restitution de la Transylvanie à la Roumanie dans les frontières de 1939, le CA Oradea réintègre le championnat roumain, et remporte l'édition 1948-1949. Le club a ainsi accompli un exploit : remporter un titre de champion dans deux pays différents. Le Derry City FC et le DPMM Brunei ont également réalisé cet exploit.

## Irlande
Un club d'Irlande du Nord joue en championnat d'Irlande : Derry City FC. L'équipe féminine du même club joue elle dans le championnat nord-irlandais.

## Italie
Deux clubs de Saint-Marin évoluent en championnat d'Italie. Saint-Marin Calcio jouait en Serie D avant de disparaître tandis que AC Juvenes/Dogana joue en championnat amateur italien et en championnat de Saint-Marin.

## Malaisie et Singapour
Fondé en 2000, le DPMM Brunei participe à la Brunei Premier League et le club remporte le championnat de Brunei en 2002 et 2004. Il rejoint le championnat de Malaisie en 2005. En 2009, il entre dans la S.League. Durant la saison 2009, le club est exclu en cours de saison car la FIFA suspend la fédération brunéienne. En 2012, il fait son retour en S.League après trois années d'absence. En 2015, il parvient à inscrire son nom au palmarès du championnat en terminant en tête du classement, pour la première fois de son histoire.
Un club de Singapour, Singapour Lions XII dispute les compétitions nationales malaisiennes (Championnat et Coupe de Malaisie) depuis 1921, avec une interruption entre 1995 et 2011.

## Suisse
Les sept clubs du Liechtenstein (FC Balzers, USV Eschen/Mauren, FC Ruggell, FC Schaan, FC Triesen, FC Triesenberg et FC Vaduz) jouent dans les championnats suisses . Le FC Vaduz a déjà évolué en première division suisse,. Les clubs liechtensteinois obtiennent une place en Ligue Europa Conférence par la Coupe du Liechtenstein. La fédération du Liechtenstein est le seul membre de l'UEFA à n'avoir aucune place en Ligue des champions, pour la raison que cette fédération n'organise pas de championnat, malgré le fait que ses clubs obtiennent de bons résultats qui leur permettrait selon le coefficient UEFA d’accéder directement aux barrages en étant exempté de tour préliminaire. Ils ne peuvent pas participer à la Ligue des champions quand bien même ils auraient une position qualificative en championnat suisse[réf. nécessaire].
Par ailleurs, le club amateur allemand du FC Büsingen joue également dans un championnat suisse, la ville étant enclavée dans les frontières helvètes.